# Ruisseau de Marguestaud
Le ruisseau de Marguestaud, est un ruisseau français qui coule en région Occitanie, dans les départements de Tarn-et-Garonne et de la Haute-Garonne. C'est un affluent du ruisseau de Saint-Pierre en rive gauche, et un sous-affluent de la Garonne.

## Géographie
De 22,86 km de longueur, il prend sa source dans la commune de Caubiac dans la Haute-Garonne et se jette dans le ruisseau de Saint-Pierre en rive gauche sur la commune de Verdun-sur-Garonne en Tarn-et-Garonne.

### Départements et communes traversés
- Haute-Garonne : Caubiac, Cadours, Le Grès, Puysségur, Pelleport, Drudas, Launac, Le Burgaud, Saint-Cézert.
- Tarn-et-Garonne : Aucamville, Verdun-sur-Garonne.

## Principaux affluents
- Ruisseau des Pradets : 2 km
- Ruisseau de la Pérengle : 3,3 km
- Ruisseau de Las Coumes : 6,4 km
- Ruisseau Secourieu : 7,6 km
- Ruisseau de la Goutoule : 8,1 km